# Ниидзима (остров)
Ниидзима (яп. 新島) — вулканический остров в архипелаге Идзу. Расположен в 163 км к югу от Токио и к востоку от полуострова Идзу. Относится к префектуре Токио. Село Ниидзима выступает в качестве местного самоуправления острова. Ниидзима в переводе с японского языка означает «новый остров».

## География

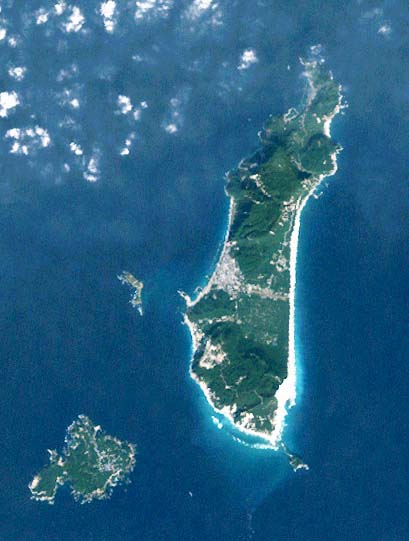
Снимок из космоса

Ниидзима занимает площадь 23,87 км², население около 2700 человек, находится в 163 км к югу от Токио. Остров является самым крупным в одноимённой деревне. Входит в состав национального парка Фудзи-Хаконэ-Идзу. На острове существует 2 общины: Хонсон — в центральной части и меньшая по размерам Хакаго — на северной оконечности.
Самая высокая точка Ниидзимы — гора Мияцука высотой 432 метра.
Остров, как и бо́льшая часть Японии, подвержен землетрясениям. По данным Геологической службы США, каждый год вокруг Ниидзимы происходит 10—20 землетрясений с магнитудой 5 и выше.

## Промышленность
Основными отраслями промышленности на Ниидзиме являются рыболовство, добыча липарита и туризм. Существует несколько мелких фермерских хозяйств. На острове построена 1 начальная школа, 1 неполная средняя и 1 полная средняя. Липарит добывается для изготовления прозрачного зелёного стекла. Это камень находится только на Ниидзиме и острове Липари в Италии.

## Транспорт
Продолжительность пути от Токио к Ниидзиме на лодке — около 2 часов 20 минут. Ночью также курсируют паромы из Токио; другие паромы выходят из города Симода. В хорошую погоду существуют ежедневные самолётные рейсы из аэропорта Тёфу в западной части Токио. Полёт занимает приблизительно 45 минут.

## Туризм
Достопримечательностью острова является пляж Маэхама на западной стороне, где существуют хорошие условия для занятий виндсёрфингом. На востоке расположен национальный охраняемый резерв пляж Хабуси, известный своим белым песком. Длина этого пляжа около 6,5 км.
На холме Мояи, возвышающемся над пляжами Юнохама и Маэхама, находится более 100 каменных изваяний.
Юнохама-онсэн, большая открытая ванна, построена в стиле греческих руин, что обеспечивает панорамный вид на заходящее солнце. Ванна вмещает в себя 100 человек, вода берётся из океана.
Святилище Дзюсанся-дзиндзя находится у основания горы Мияцука в северо-западной части острова. Построен в период Эдо, считается святыней. Рядом с ним расположен храм Тёэй-дзи буддийской школы Нитирэн. Рядом с храмом находится кладбище изгнанников, высланных на Ниидзиму в эпоху Токугава.
Niijima Glass Art Center — всемирно известный центр, где каждую осень проходят фестивали художественного стекла.
В музее Ниидзима-мура размещаются артефакты, начиная с доисторических и кончая современными объектами сёрфинговой культуры. Представлены также копии рыболовного судна и дома периода Эдо. Дана полная информация о ссыльных.
Другими достопримечательностями являются розово-пурпурные орхидеи Calanthe discolor, разбросанные по всему острову, в особенности в парке Эбинэ, который открывается с ранней весны. Существуют места для игры в боулинг, несколько теннисных кортов и общественная баня.

## Галерея

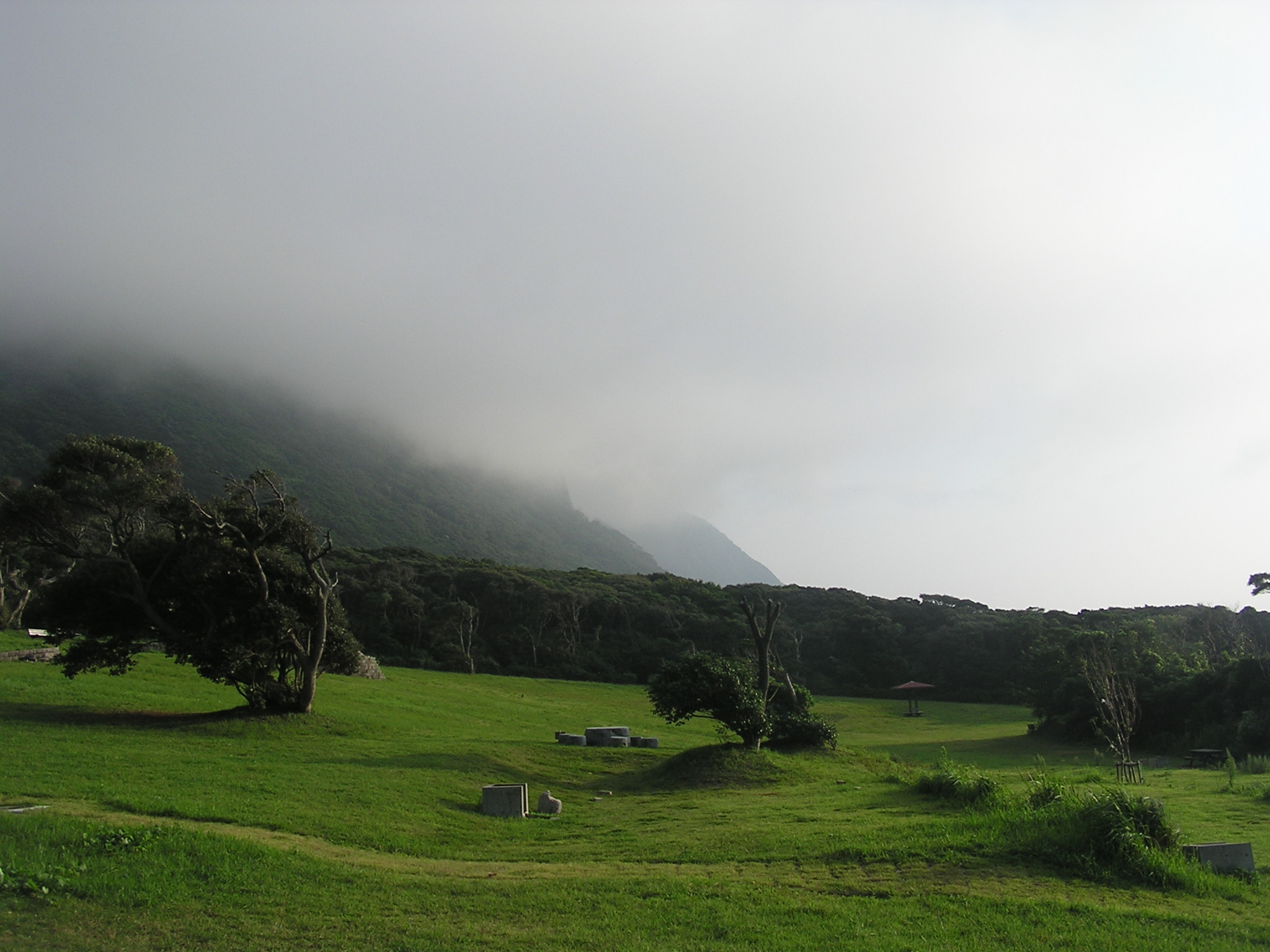
Хабуси ранним утром
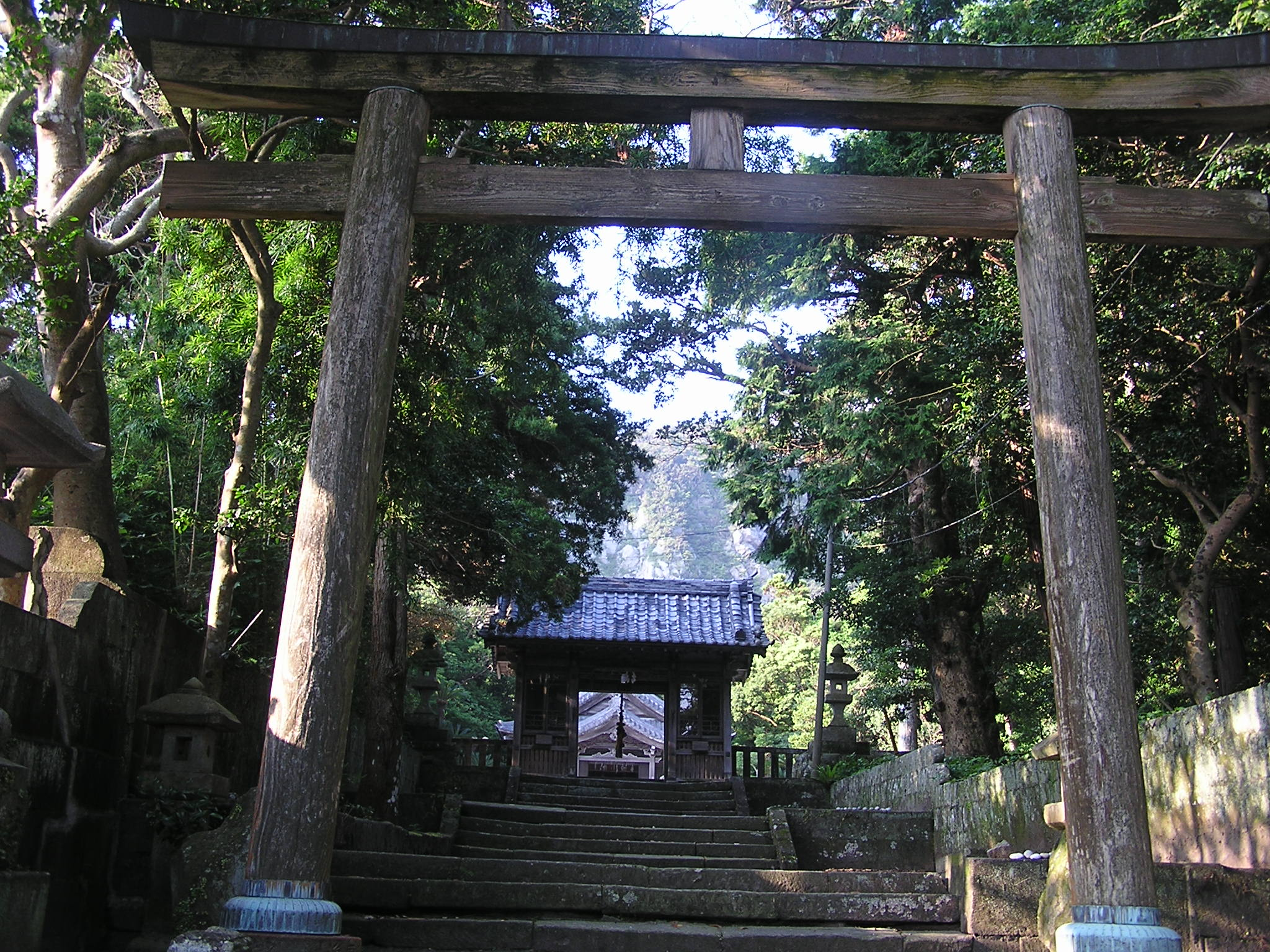
Храм Дзюсанся-дзиндзя
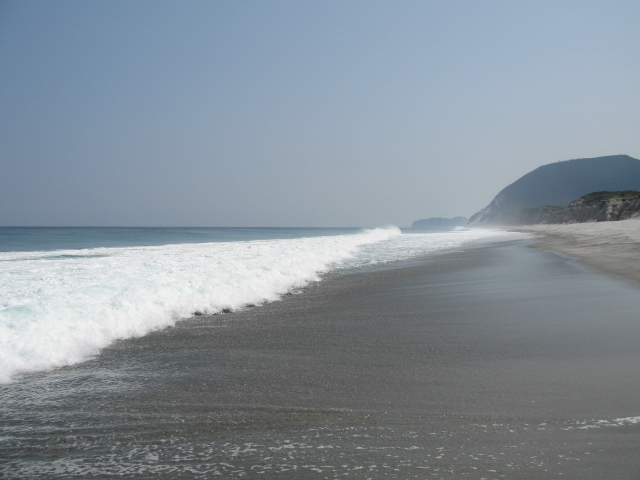
Пляж Хабуси
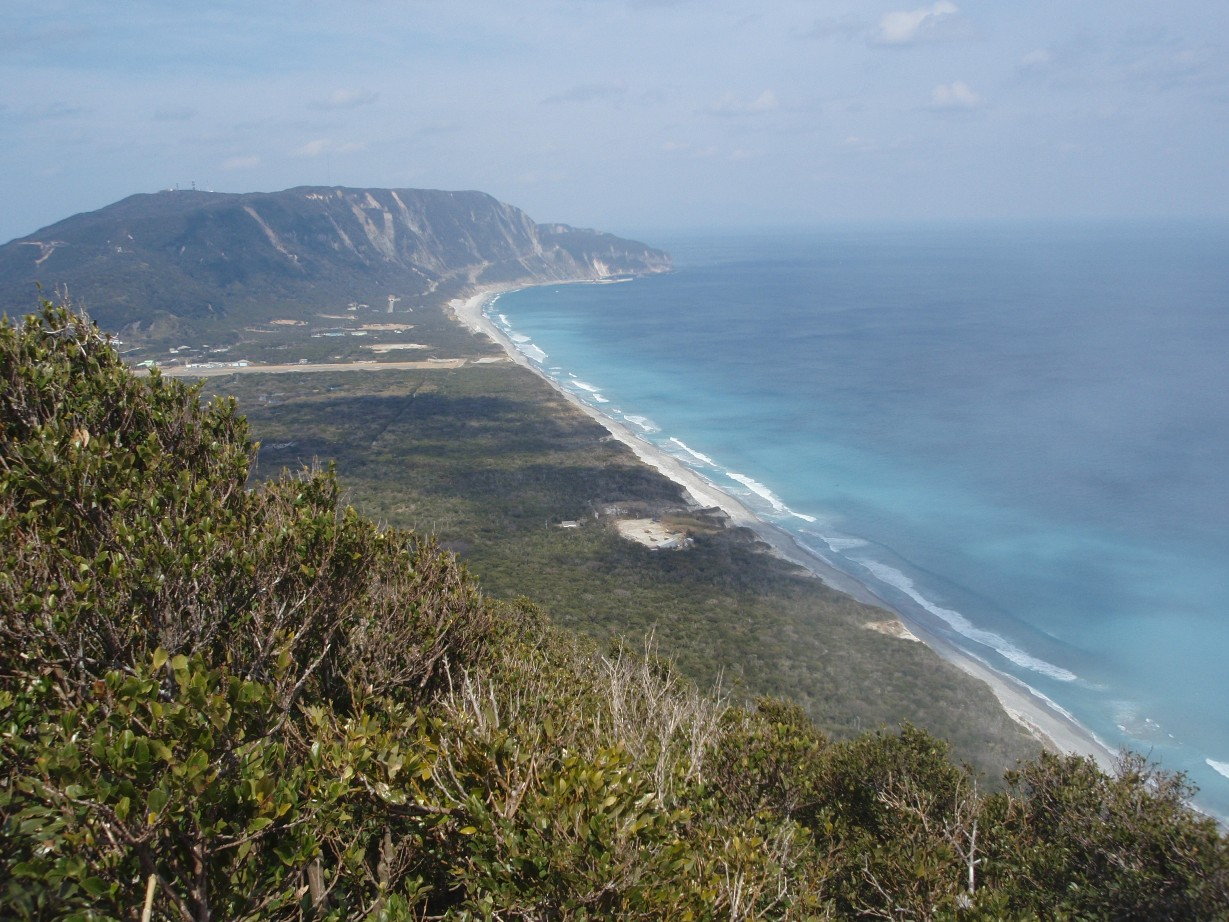
Взморье